# 巴伐利亚林山
巴伐利亚林山（德語： [ˈbaɪ̯ʁɪʃɐ valt] ⓘ 或  [ˈbaɪ̯ɐˌvalt] ⓘ），又称巴伐利亚森林、拜恩林山，是德国和捷克之间一个森林低山地区，长约100千米，延伸至波希米亚林山。巴伐利亚林山大部分位于德国下巴伐利亚，北部位于上普法尔茨，南临奥地利上奥地利州。从地质和地貌上看，巴伐利亚林山是波希米亞山削蚀高地最高处——波希米亚林山的一部分。